# اتش كيو-9
اتش كيو-9 منظومة دفاع جوي أرض-جو متوسط إلى طويل المدى صينية الصنع، تعمل بالرادار الداخلي النشط.
تشبه في قدراتها أنظمة الاس-300 الروسية والباتريوت الأمريكية، ويستخدم النظام رادار HT-233 PESA. النسخة البحرية اتش اتش كيو-9، تبدو متطابقًا مع النسخة الأرضية. وتم تجهيز HHQ-9 ليخدم على متن المدمرة فئة PLAN Type 052C Lanzhou في خلايا إطلاق عمودية (VLS)
يحتوي نظام اتش كيو-9 على نسخة مضادة للإشعاع يُعرف باسم FT-2000 وتسمى النسخة التصديرية للمنظومة هي FD-2000 (وFD تشير إلى الكلمة الصينية Fang Dun، وتعنى الدرع الدفاعي)، وطورتها الشركة الصينية الدقة لاستيراد وتصدير الآلات (CPMIEC). وأعلنتها لأول مرة في معرض أفريقيا للفضاء والدفاع الذي أقيم في كيب تاون في مارس 2009.

## التصميم
التكوين الأساسي لنظام الدفاع الجوي الصيني اتش كيو-9 من رادار بحث واحد من النوع 305B، ورادار تتبع واحد، وشاحنة بها وحدة مولد ديزل بقدرة 200 كيلوواط وثماني قاذفات ناقلة (TELs) لكل منها 4 صواريخ، بإجمالي 32 صاروخ جاهزة للإطلاق. وعادة ما يتم تركيب هذه المعدات على شاحنات Tai'an. يمكن توسيع هذا التكوين الأساسي إلى تشكيل أكبر أكثر قدرة، مع إضافة المعدات التالية: مركز قيادة وتحكم TWS-312، ومركبة مسح موقع واحدة على أساس همفي صيني، ومحول شبكة طاقة رئيسي واحد، ومركبات نقل إضافية مع كل مركبة تضم أربعة صواريخ TELs استنادًا إلى Tai'an TAS5380، ورادار بحث واحد من نوع تايب-120 على ارتفاع منخفض، ورادار بحث بعيد المدى طراز HT-233 PEAS. تتميز أنظمة اتش كيو-9 بأنها عالية الحركة، وقد أكملت وحدات مختلفة إجراء مناورات وتدريبات لمسافات طويلة، بما في ذلك وحدات في جنوب الصين تشارك في تدريبات الرماية الحية في شمال غرب الصين.

### صاروخ

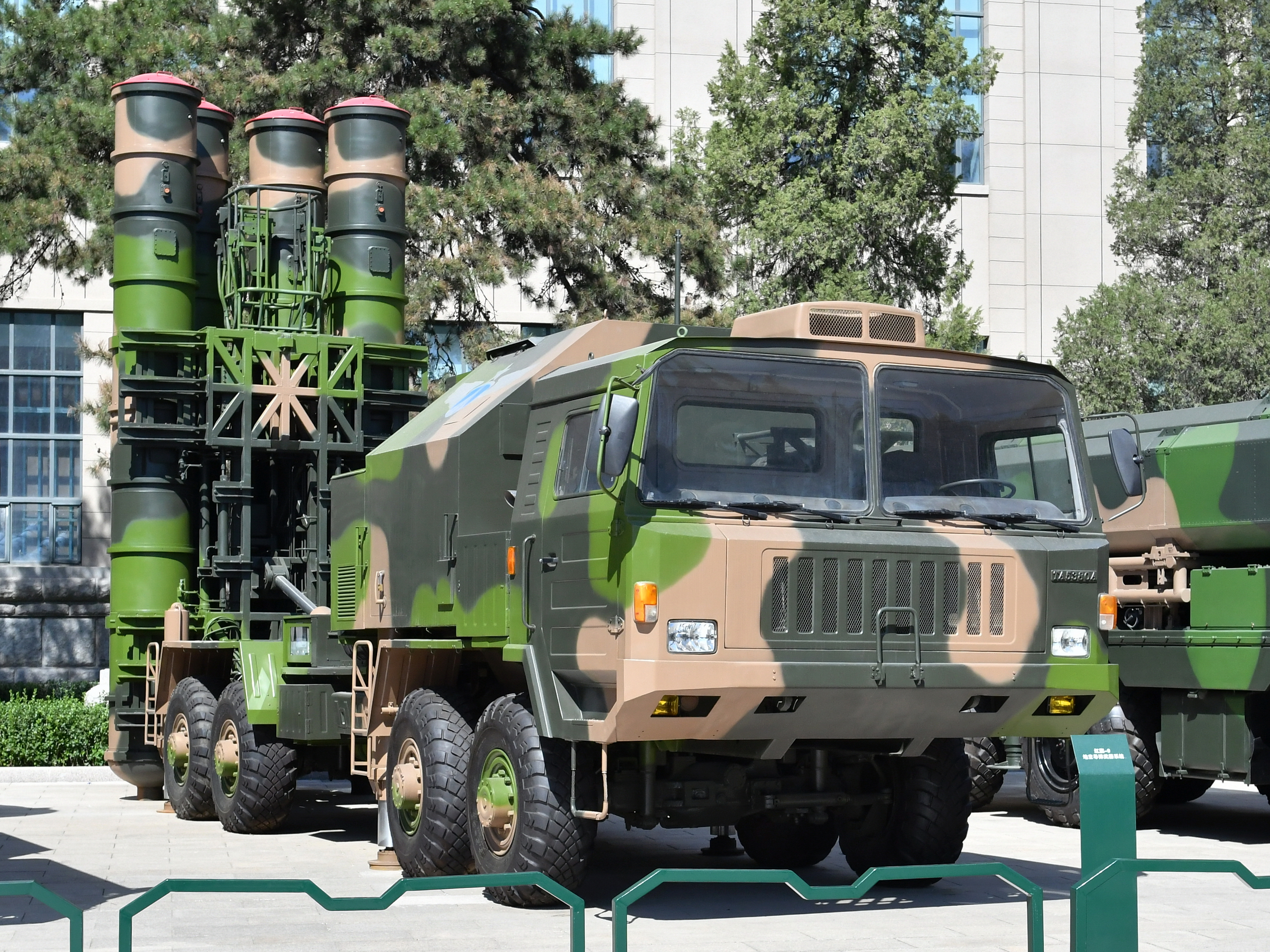
صواريخ أرض-جو اتش كيو-9

على غرار الاس-300في الروسي، فإن اتش كيو-9 هو صاروخ من مرحلتين. المرحلة الأولى بقطر 700   ملم والمرحلة الثانية 560   مم، بكتلة إجمالية تقارب 2 طن وطول 6.8 م. الصاروخ مسلح بـ 180   رأس حربي كجم، تبلغ سرعته القصوى 4.2 ماخ.  وله نطاق أقصى يبلغ 200   كم. يعد التحكم في ناقلات الدفع (TVC) في HQ-9 هو التعريف المرئي الأكثر وضوحًا الذي يميزه عن اس-300في: يتعرض TVC لـ HQ-9 وبالتالي يمكن ملاحظته من الجانب، بينما لا يتم تعريض TVC لاس-300 في. يتكون نظام التوجيه HQ-9 من التوجيه بالقصور الذاتي بالإضافة إلى الوصلة الصاعدة في منتصف المسار وأنظمة التوجيه الطرفية للرادار النشط.  
استخدم النظام لأول مرة صاروخًا في قاذفة شبيهة بالصندوق تم تثبيتها بزاوية، تمامًا مثل MIM-104 Patriot. لكن الصاروخ كان كبيرًا جدًا بسبب خبرة الصين المحدودة مع صواريخ الوقود الصلب في التسعينيات. بسبب المساعدة الروسية ونقل التكنولوجيا، صار الصاروخ والقاذفة في شكلهما الحالي، ناقلة قاذفة مع صواريخ داخل حاوية أسطوانية. يبدو أن الصاروخ لديه قدرة محدودة على الصواريخ الباليستية.

### الرادارات
لتقليل التكلفة، تم تصميم اتش كيو-9.ليكون مرنًا بدرجة كافية لاستخدام مجموعة واسعة من الرادارات، سواء رادار البحث / المراقبة / الاستحواذ ورادار التتبع / الاشتباك / مكافحة الحرائق (FCR).

#### رادار التحكم في النيران
يمكن استخدام العديد من FCRs من SAM الصينية الأخرى في HQ-9، مثل FCR المستخدم في KS-1 SAM و SJ-212، وهي نفسها نسخة مكبرة ومحسنة من رادار مكافحة الحرائق SJ-202 (FCR) المستخدم في اتش كيو-2 H-200 & SJ-231 FCR من الموديلات الأخيرة من KS-1 SAM متوافقة أيضًا مع اتش كيو-9.

##### رادار HT-233
لتعظيم الفعالية القتالية للاتش كيو-9، تم تطوير FCR مخصوص، وهو الأكثر شيوعًا مع اتش كيو-9. وتم تعيين هذا الرادار باسم HT-233، وهو الأكثر تقدمًا في FCRs HQ-9، ولديه أوجه تشابه أكبر مع الباتريوت 's MPQ-53 من سلسلة S-300's 30N6 Flap-Lid. العمل في الناتو G-band 4-6  GHz أيضًا كرادار بحث واستهداف. قد يكون هذا بسبب نقل مزعوم لصاروخ باتريوت إلى الصين من إسرائيل. يمكن للرادار الباحث عن قوس 120 درجة في السمت و0-90 درجة في الارتفاع إلى 300كم، مع ذروة خرج قدرة 1ميجاوات (متوسط 60كيلوواط). يُنسب إلى الرادار أنه قادر على تتبع 100 هدف ويوجه ما يصل إلى 6 صواريخ إلى 6 أهداف، أو بدلاً من ذلك، إلى 3 أهداف بزوج من الصواريخ لكل هدف.
HT-233 هو FCR المستخدم بواسطة اتش كيو-9 وهو الأقرب إلى AN / MPQ-53: بالمقارنة مع رادار H-200 السابق المستخدم بواسطة النماذج المبكرة من KS-1 SAM الذي يستخدم قرنًا بسيطًا بدلاً من ترتيب العدسة، HT- 233 يتبنى الرادار ترتيب العدسة AN/MPQ-53. مقارنةً بالرادار SJ-231 المستخدم بواسطة أحدث طراز من طراز KS-1، فإن HT-233 لديها أكثر من ألف ناقل طور على مجموعة الهوائيات، بإجمالي أربعة آلاف، مقابل ثلاثة آلاف من SJ-231. في المقابل، يحتوي كلا الرادارين AN/MPQ-53 و 30N6E على عشرة آلاف مبدل طور على صفيفات الهوائي على التوالي. يتم تثبيت رادار HT-233 على شاحنة Tai'an TAS5501 10 × 10 عالية الحركة عبر البلاد، ويعمل في النطاق C عند 300   ميغا هيرتز. عند نشرها كرادار بحث، يتم إرسال TH-233 إلى مستوى اللواء، في حين أن رادارات FCR المنتشرة ستكون SJ-212 أو H-200 أو SJ-231. يُنسب إلى HT-233 نطاق كشف يبلغ 120كم، مسح 360 درجة في السمت و0-65 درجة في الارتفاع. يمكنه تتبع 100 هدف وتعيين 50 هدفًا.

#### الرادارات الباحث
تم اكتشاف العديد من رادارات البحث المرتبطة بالاتش كيو-9، بما في ذلك الرادارات المضادة للصواريخ الباليستية والرادارات المضادة للشبح.

##### الرادار تايب-305بي
يعرف أيضًا باسم LLQ-305B وهو رادار البحث القياسي للاتش كيو-9، وهو أحد تطويرات الرادار YLC-2. رادار ثلاثي الأبعاد يبلغ ارتفاعه 3.5أمتار ويعمل به ستون 350مم حقل يغذي الدليل الموجي. تعمل في النطاق S بطول موجة يبلغ 11.67سم.

##### الرادار تايب-120
يعرف أيضًا باسم LLQ-120 وهو رادار البحث على ارتفاعات المنخفضة، وهو رادار متداخل بارتفاع هوائي يبلغ 2.3 مترًا مطويًا، و7 أمتار مكشوفًا، باستخدام شبكة تغذية مكونة من ستة عشر دليل موجي 230 ملم. يدور بحد أقصى عشر دورات في الدقيقة، ويعمل في النطاق L بطول موجة يبلغ 23.75سم.

##### الرادار تايب-305أ
يعرف أيضًا باسم LLQ-305A وهو رادار بحث آخر لنظام اتش كيو-9. تم تصميم رادار الايسا (AESA) هذا لزيادة القدرة المضادة للقذائف التسيارية للاتش كيو-9، وهو يشبه رادار Thales Ground Master 400 AESA. ويتم إصدار القليل جدًا من المعلومات حول هذا الرادار بخلاف أنه يمكن أن يعمل أيضًا كرادار للتحكم في النيران.

##### جهاز استشعار سلبي YLC-20
على الرغم من أن الرادارات من النوع 305 فعالة ضد الأهداف الخفية مثل F-35، إلا أنه من الصعب اكتشاف هدف التخفي الكامل مثل B-2. كان الرادار السلبي YLC-20 قائمًا من الناحية المفاهيمية على مستشعر سلبي KRTP-91 Tamara، متضمنًا الخبرة المكتسبة من الوثائق المكتسبة أثناء المحاولة الفاشلة لشراء ستة أجهزة استشعار سلبية VERA التشيكية. تم الكشف عن الرادار السلبي YLC-20 لأول مرة في عام 2006.

##### جهاز استشعار سلبي DWL002
الرادار السلبي DWL002 هو تطوير سابق لـ YLC-20، يشتمل على مستشعر كولشوغا السلبي، تم بيع أربعة منها إلى الصين. مثل سابقتها YLC-20، تم تطوير DWL002 أيضًا بواسطة شركة تكنولوجيا الالكترونيات الصينية
(CETC).

## المتغيرات
- FD-2000 - تم الكشف عنها لأول مرة في معرض Zhuhai الجوي الثامن، وهي النسخة التصدير من الاتش كيو-9، والتي توفر قدرة إضافية لمكافحة الشبحية من خلال دمج مستشعر الرادار السلبي YLC-20 كخيار.[13] وصنعت FD-2000 اسمها من خلال تأمين عقد صواريخ أرض-جو تركي، والذي تم إلغاؤه لاحقًا لأسباب سياسية. ومعدل رد فعل FD-2000 من دخول مدى الرادار إلى الاشتباك الصاروخي حوالي 12-15 ثانية. وتغطي مساحة تبلغ 49000 كيلومتر مربع. وتم عرضة أيضا في معرض Zhuhai الجوي في 2014.[14] ويبلغ مداها الفعال ضد الطائرات حوالي 125كم.
- FT-2000 - إصدار مضاد للإشعاع وقد كان أول نموذج لعائلة اتش كيو-9 يتم الانتهاء منه.

- HQ-9 - نسخة TVM.
- HHQ-9 - النسخة البحرية.[15]

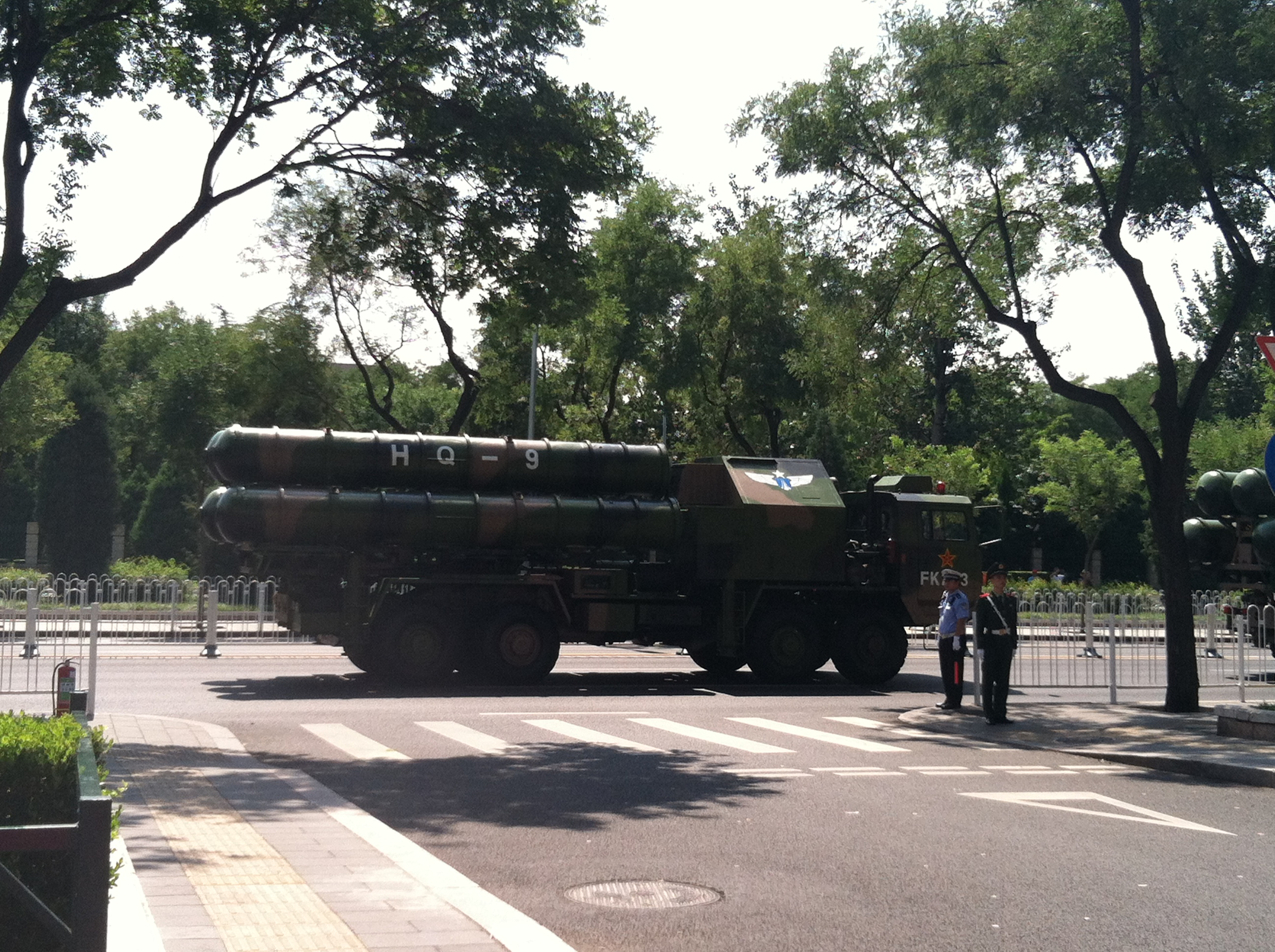
اتش كيو-9 بعد الذكرى السبعين لانتهاء استعراض الحرب العالمية الثانية الذي أقيم في بكين.

- HQ-9A - نسخة مطورة، تم اختبارها لأول مرة في عام 1999 وادخلت الخدمة عام 2001. تدعي المصادر الصينية أن عائلة أنظمة اتش كيو-9 تستخدم تقنية حوسبة أحدث بكثير من أنظمة اس-300 بي يو ام1/ بي يو ام2/ بي يو ام3 الروسية المستوردة، لأن اتش كيو-9 تم تطويره بعد أكثر من عقد، مما يسمح له بدمج الإلكترونيات الدقيقة الحديثة والمتطورة. نظرًا لقدرة الحوسبة الفائقة على معالجة الإشارات ومعالجة البيانات ودعم التوجيه، يمكن أن يكون لهذا الصاروخ وضع توجيه رادار شبه نشط اختياري (SARH)، لأنه يمكنة معالجة المزيد من المعلومات على متن الصاروخ نفسه.

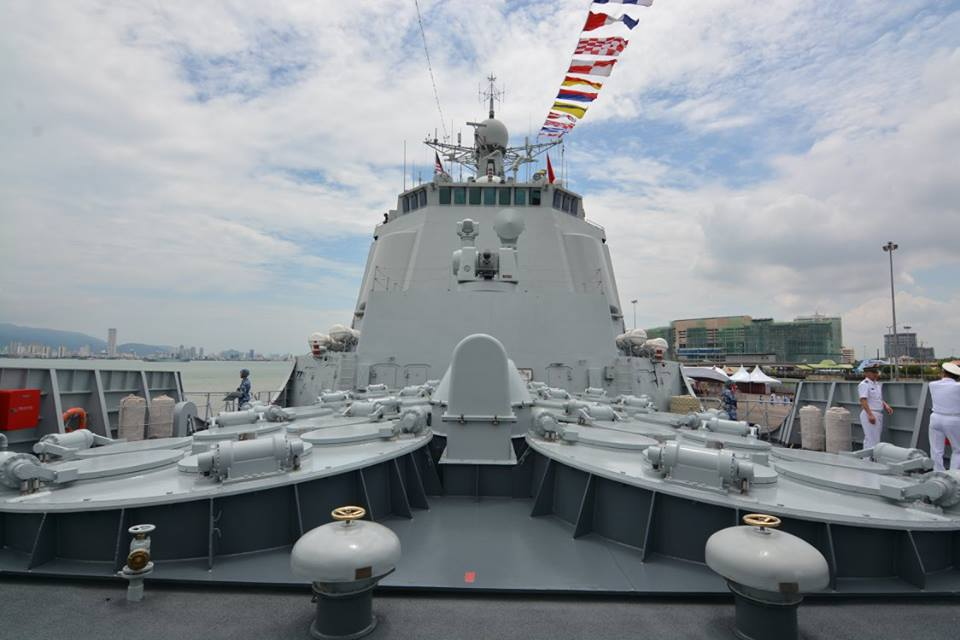
تم تجهيز خطط Changchun (150) بـ HHQ-9.

- HHQ-9A - النسخة البحرية المحمولة على متن السفن من طراز اتش كيو-9 أ، والمكونة من 6 خلايا إطلاق عمودية، أسطوانية الشكل وتستخدم طريقة "الإطلاق البارد"، ومثبتة على المدمرة من تايب-052 سي (بإجمالي 48 صاروخ).[16]
- HQ-9B - يُقال أنه تم اختباره في فبراير 2006.[15] وفقًا لمجموعة Jane's للمعلومات، يحتوي هذا الصاروخ على باحث مزدوج يشتمل على كل من وضع التوجيه SARH والأشعة تحت الحمراء.[17]
- HQ-9C - قيد التطوير حاليًا، ويتضمن وضع توجيه موجه بالرادار النشط.
- HQ-19 - نسخة مطورة بشكل كبير من HQ-9 لمواجهة الصواريخ الباليستية والأقمار الصناعية (ASAT) في الطرف الأدنى من مدارات الأرض المنخفضة، وهي المكافئ الصيني لمنظومة الثاد الأمريكية.[18] مسلح لغرض مزدوج سيارة القتل الحركية خلال طبقة إكزوسفير(kkv) الرؤوس الحربية المصممة من قبل فريق البروفيسور تشو يونيو (周军)، والتي يمكن استخدامها ضد رؤوس الصواريخ الباليستية أو الأقمار الصناعية التي يقودها.[19] حدثت أول رحلة لها في عام 2003؛ ومنذ ذلك الحين، أجرى الصاروخ عدة اختبارات أخرى، بما في ذلك واحدة في 1 نوفمبر 2015.[20] [21]
- SC-19 - مشتق من الاتش كيو-19 باستخدام Kaituozhe-1 space booster كمحرك بدلاً من المحرك الأصلي المستخدم في الاتش كيو-9 والاتش كيو-19. نظرًا لاختلاف حجم المحركات، يتعين على SC-19 أيضًا اعتماد قاذفة/ناقلة جديدة تسمى KT-409.[22] مثل اتش كيو-9، يمكن أيضًا استخدام SC-19 لمواجهة إما صاروخ باليستي أو قمر صناعي على الطرف السفلي من المدارات الأرضية المنخفضة.
- HQ-26 - المكافئ الصيني لـ SM-3 للنشر البحري، تمت ترقيته اتش كيو-9/19 وتجهيزة بمحرك صاروخي صلب مزدوج النبض للمرحلة النهائية مثل SM-3.[23] ومن المتوقع الحصول على شهادة في عام 2015 على أقرب تقدير.[24]
- HQ-29 - المكافئ الصيني للباتريوت (PAC-3)، مع ترقية المحرك للمرحلة النهائية: بدلاً من محرك صاروخي صلب مزدوج النبضة، تم تجهيز HQ-29 بأكثر من مائة نبضة صغيرة محركات صاروخية صلبة مثبتة في مقدمة الصاروخ، لكن العدد الدقيق لا يزال مجهولاً بسبب نقص المعلومات المعلنة. تم تحقيق أول رحلة لها في عام 2011 ومن المتوقع أن يتم نشرها بحلول نهاية الخطة الخمسية الثانية عشرة.[25] تم إجراء اختبار إضافي واحد على الأقل في عام 2013.

## تصدير
كان اتش كيو-9 منافسًا في برنامج T-LORAMIDS في تركيا، وتم اختياره كفائز في سبتمبر 2013. ردت الولايات المتحدة بحجب الأموال لدمج النظام الصيني في دفاعات الناتو. ومع ذلك، خلال عام 2013 لم يكن هناك تأكيد على أن الصفقة قد تم الانتهاء منها. وفي فبراير 2015، أبلغت وزارة الدفاع الوطني الجمعية الوطنية الكبرى لتركيا أن تقييم العطاءات قد اكتمل، وأن النظام المختار ستستخدمه تركيا دون التكامل مع الناتو؛ لم يتم تسمية النظام بشكل صريح. ومع ذلك، أفاد مسؤولون أتراك آخرون أنه لم يتم اختيار فائز. في وقت لاحق من الشهر، كشف المسؤولون الأتراك أن المفاوضات جارية مع العديد من مقدمي العروض؛ لم يكن العطاء الصيني قد استوفى بعد المتطلبات المتعلقة بنقل التكنولوجيا. في مارس 2015، ذكرت مقالة في صحيفة China Daily أنه «من المعروف أنه تم اختيار نظام FD-2000 الصيني، وهو نموذج اتش كيو-9 للتصدير، للعقد مع تركيا في عام 2013» بناءً على التعليقات التي أدلى بها ممثل CPMIEC في معرض لانكاوي الدولي البحري والفضائي لعام 2015؛ المقال كان يسمى بشكل مضلل «تم تأكيد بيع الصواريخ لتركيا». ومع ذلك، قال مسؤول تنفيذي مجهول في CPMIEC لـ Global Times أن «وسائل الإعلام تقرأ الكثير في هذا الأمر. لا توجد معلومات جديدة عن العطاء». وفي نوفمبر 2015، أكدت تركيا أنها لن تشتري نظام اتش كيو-9، واختارت بدلاً من ذلك نظامًا مطورًا محليًا.
تزعم التقارير المؤكدة أن الصين تبيع اتش كيو-9 لإيران (تقدر عدة عشرات من المركبات) وفيتنام (تقدر بعشرات المركبات) وأوزبكستان وتركمانستان لتعويض تكلفة شراء الغاز الطبيعي من تلك البلدان.
خلال أوائل عام 2015، أصبحت باكستان أول دولة تبدأ مفاوضات بشأن استيراد اتش كيو-9 واتش كيو-16 مع الصين. وفي ديسمبر 2018، أفيد عدد قليل من الدوائر الإعلامية أن باكستان تدرس الآن جدوى شراء ثلاثة أو أربعة أنظمة صواريخ من طراز FD-2000 لتلبية متطلبات الدفاع الجوي بعيد المدى. وفي يوليو 2015، نشر جيش التحرير الشعبي المقر الرئيسي 9 بالقرب من كشمير LOC استعدادًا لصراع إقليمي محتمل مع الهند. تم إرسال أنظمة الدفاع الجوي إلى مطار هيتيان الواقع في جنوب منطقة شينجيانغ وهو على بعد 250 كيلومتر فقط من منطقة كشمير. ووفقًا لمجلة Kanwa Defense Review، وهي مجلة تصدر باللغة الصينية ومقرها كندا، فقد تم رصد مركبات رادار لصواريخ الدفاع الجوي اتش كيو-9 في القاعدة وتقييمها أنها تهدف إلى الدفاع عن الحدود الغربية للصين من أي ضربات جوية محتملة تشنها الهند.

## الانتشار في بحر الصين الجنوبي
في 17 فبراير 2016، قالت وزارة الدفاع التايوانية إنها «علمت بوجود نظام صاروخي للدفاع الجوي» نشره الصينيون في جزيرة وودي في جزر باراسيل. ولم يذكر عدد الصواريخ التي تم نشرها ومتى، لكنه قالوا للبي بي سي إنهم سيكونون قادرين على استهداف الطائرات المدنية والعسكرية من فيتنام أو الفلبين. وأكد قائد الأسطول الأمريكي في المحيط الهادئ الانتشار لوكالة رويترز للأنباء. وقال الأدميرال هاري هاريس إن مثل هذه الخطوة ستكون «عسكرة لبحر الصين الجنوبي بطرق» تعهد الرئيس العسكري الصيني شي جين بينغ بعدم القيام بها.
قال كبير أمناء مجلس الوزراء الياباني يوشيهيدي سوجا إن هناك «مخاوف جدية» بشأن «تحرك الصين أحادي الجانب لتغيير الوضع الراهن» في المنطقة، و«لا يمكننا قبول هذه الحقيقة». تُظهر صور الأقمار الصناعية لقطة مقرّبة لجزء من الشاطئ، يشبه شكله الساحل الشمالي كما يظهر في الصور الأخرى، وتشير إلى بطاريتين صاروخيتين. تتكون كل بطارية من أربع قاذفات ومركبتي تحكم. يقول التقرير إنه يبدو أن اثنتين من منصات الإطلاق قد نصبتا. ونقلت فوكس نيوز عن مسؤول دفاعي أمريكي قوله إن الصواريخ هي فيما يبدو نظام دفاع جوي طراز اتش كيو-9، ويبلغ مداها نحو 200كم (125ميلا). 

## المستخدمين
جمهورية الصين الشعبية
- القوات الجوية لجيش التحرير الشعبي [43]
- بحرية جيش التحرير الشعبي

 المغرب
- الجيش الملكي المغربي [44] [45] [46]

 تركمانستان
- القوات البرية التركمانية [47] [48]

 أوزبكستان
- القوات البرية الأوزبكية [49]

 الجزائر
- قوات الدفاع الجوي الإقليمية

 السودان
- قوات الدفاع الجوي السودانية

 باكستان
- قوات الدفاع الجوي الباكستاني[50]

## روابط خارجية
- صور إطلاق صاروخ HQ-9، القوات الجوية الصينية AirForceWorld.com
- نظام صواريخ الدفاع الجوي بعيد المدى FD-2000 (التعرف على الجيش)
- نظام صواريخ دفاع جوي متوسط إلى طويل المدى HQ-9 (اعتراف الجيش)
- HQ-9 / FT-2000 SAM Sinodefence
- Naval HQ-9 SAM Sinodefence
- HQ-9 Missilethreat.com
- نظام HQ-9 SAM: تحليل موقع 27 أكتوبر 2007
- تشرين الثاني (نوفمبر) الصين تعرض تعاون تايلاند بشأن الصواريخ والمركبات المدرعة 6 نوفمبر 2013
- الصين تقدم أنظمة الصواريخ FD-2000 / HQ-9 و FK-1000 و FL-3000N لتايلاند في 6 نوفمبر 2013